# Andrés Rivero
Andrés Rivero (San Sebastián, 1919 – 1983. november 7.) spanyol nemzeti labdarúgó-játékvezető. Teljes neve Andrés Maria Rivero Lecuona.

## Pályafutása
Játékvezetésből San Sebastiánban vizsgázott. Vizsgáját követően a Gipuzkoai Labdarúgó-szövetség által üzemeltetett labdarúgó bajnokságokban kezdte sportszolgálatát[forrás?]. A Spanyol labdarúgó-szövetség (RFEF) Játékvezető Bizottságának (JB) minősítésével a Liga Adelante, majd 1948-tól a Primera División játékvezetője. Küldési gyakorlat szerint rendszeres partbírói szolgálatot is végzett. A nemzeti játékvezetéstől 1966-ban visszavonult. Primera División mérkőzéseinek száma: 179.
| Időpont              | Helyszín                        | Mérkőzés típusa                   | Mérkőzés                    | Eredmény |
| -------------------- | ------------------------------- | --------------------------------- | --------------------------- | -------- |
| 1948. szeptember 19. | Carlos Tartiere Stadion, Oviedo | első Primera División mérkőzése   | Real Oviedo CF–Valencia CF  | 2 – 1    |
| 1966. január 30.     | Camp Nou, Barcelona             | utolsó Primera División mérkőzése | FC Barcelona–Real Oviedo CF | 1 – 0    |

### Nemzeti kupamérkőzések
Vezetett kupadöntők száma: 1.

#### Spanyol labdarúgókupa
| Időpont         | Helyszín                          | Mérkőzés típusa | Mérkőzés                 | Eredmény | Nézők száma |
| --------------- | --------------------------------- | --------------- | ------------------------ | -------- | ----------- |
| 1952. május 25. | Santiago Bernabéu stadion, Madrid | döntő           | FC Barcelona–Valencia CF | 4 – 2    | 80 000      |